# C/1992 N1 Machholz
C/1992 N1 (Machholz) è una cometa non periodica scoperta dall'astrofilo statunitense Donald Edward Machholz il 2 luglio 1992. La cometa ha una piccola MOID con il pianeta Nettuno.